# سیارک ۲۷۱۹۴
سیارک ۲۷۱۹۴ (به انگلیسی: 27194 Jonathanli، نامگذاری:1999CF60)۲۷۱۹۴مین سیارک کشف شده‌است که در ۱۲ فوریه ۱۹۹۹ کشف شد.